# Ypthima anana
Ypthima anana är en fjärilsart som beskrevs av Hans Fruhstorfer 1911. Ypthima anana ingår i släktet Ypthima och familjen praktfjärilar. Inga underarter finns listade i Catalogue of Life.